# Tobias Möller
Tobias Möller (* 10. April 2000) ist ein deutscher Basketballspieler.

## Laufbahn
Möller spielte in der Jugend des SC Itzehoe und wechselte dann zu den Piraten Hamburg, Nachwuchs der Hamburg Towers. Im September 2016 kam er beim SC Rist Wedel erstmals in der 2. Bundesliga ProB zum Einsatz. Möller gehörte bis 2018 gleichzeitig zum Aufgebot von Rist Wedel und dem der Piraten.
Nach einer längeren Pause, die er aus gesundheitlichen Gründen einlegte, stand er ab der Saison 2019/20 im Aufgebot der Itzehoe Eagles in der 2. Bundesliga ProB und kam ebenfalls in der zweiten Mannschaft des Vereins in der 2. Regionalliga zu Einsätzen. 2020 wurde er mit Itzehoe Hauptrundenmeister in der Nordstaffel der 2. Bundesliga ProB und stieg 2021 mit dem Verein nach dem Einzug in die ProB-Endspiele in die 2. Bundesliga ProA auf. Möller trug zu diesem Erfolg im Spieljahr 2020/21 bei 25 Einsätzen im Durchschnitt 1,9 Punkte und 1,5 Rebounds je Begegnung bei. Gleichzeitig war er in Itzehoe im Rahmen eines Freiwilliges Sozialen Jahres in der Jugendarbeit tätig. Er begann ein Studium im Fach Soziale Arbeit. Ende September 2021 stand er im ersten ProA-Spiel der Itzehoer Vereinsgeschichte auf dem Feld und erzielte beim Sieg über Ehingen/Urspring vier Punkte. Er wurde 2021/22 in 26 Zweitligabegegnungen (2 Punkte, 1,4 Rebounds/Spiel) zum Einsatz gebracht. Nach dem Zweitligaabstieg mit Itzehoe erhielt Möller 2022 Angebote anderer Vereine, entschloss sich aber, seinem Heimverein in der 2. Bundesliga ProB treu zu bleiben.